# اسکاروا
اسکاروا (به انگلیسی: Scarva) یک روستا در بریتانیا است که در شهرستان داون واقع شده‌است. اسکاروا ۳۲۰ نفر جمعیت دارد.